# Benjamin Anderwald
Benjamin Anderwald - Benko, slovenski alpinist in partizan, * 31. marec 1915, Kranj, † 1944, Vešter.

## Življenjepis
Gimnazijo je obiskoval v Kranju, v Ljubljani pa končal arhitekturo. Kot dijak je bil v skavtski organizaciji. Veliko je zahajal v gore in postal dober alpinist. Največ je plezal s Cenetom Malovrhom. 
Pomembnejši vzponi
- severozahodna stena Špika s Cenetom Malovrhom (1937)
- severozahodni greben Kočne s C. Malovrhom in D. Suchyjevo (1938)
- prvi zimski vzpon po Slovenski smeri v Severni triglavski steni v navezi s C. Malovrhom, N. Slaparjem in R. Jordanom (1939)

3. junija 1942 je odšel v partizane. Bil je član OK KPS Kranj in je deloval s Tonetom Nartnikom. Delal je v okrožni tehniki za Kranj v Kokri. V začetku leta 1944 je bil premeščen v tehniko v Veštru pri Stari Loki. Tehnika je delovala v mlinu. Bila je izdana in skupaj s tovariši je bil ubit in je zgorel v mlinu. Pokopan je v Stari Loki.